# Алан Мортон
Алан Мортон (англ. Alan Morton, 24 квітня 1893, Глазго — 12 грудня 1971) — шотландський футболіст, що грав на позиції флангового півзахисника за «Глазго Рейнджерс» та національну збірну Шотландії.

## Клубна кар'єра
Грав у футбол за найстарішу шотландську команду «Квінз Парк», паралельно навчаючись на гірничого інженера. 1920 року 27-річний Мортон отримав запрошення від головного тренера (менеджера) «Глазго Рейнджерс» Білла Струта приєднатися до його команди і стати професійним футболістом. Провів у команді з Глазго 14 років, ставши її лідером. Невисокий гравець, який відрізнявся високою швидкістю та креативністю, став одним з найкращих флангових півзахисників (нападників) свого часу та отримав від вболівальників прізвисько Маленький синій диявол (англ. The Wee Blue Devil).

## Виступи за збірну
За національну збірну дебютував 26 лютого 1920 року в Кардіффі. Зі збірною Уельсу зіграли внічию (1:1). У наступному поєдинку забив один з трьох голів у ворота збірної Ірландії.
1928 року був одним із співавторів розгрому шотландцями збірної Англії з рахунком 5:1 на лондонському «Вемблі» в рамках тогорічного Домашнього чемпіонату Великої Британії.
За тринадцять років у збірній Шотландії зіграв 30 матчів проти команд з Британських островів: Англії, Уельсу і Північної Ірландії. А свій останній поєдинок провів у континентальній Європі. 8 травня 1932 року в Коломбі шотландці перемогли збірну Франції з рахунком 3:1. Всього за національну збірну забив 5 м'ячів.

## Подальше життя
За деякий час після завершення виступів на футбольному полі був обраний до складу Ради директорів «Рейнджерс», в якій працював до самої смерті у 1971 році.

## Досягнення
- Чемпіон Шотландії (9): 1921, 1923, 1924, 1925, 1927, 1928, 1929, 1930, 1931
- Володар кубка Шотландії (2): 1928, 1930